# 딥 식스 (1989년 영화)
《딥 식스》(영어: DeepStar Six, 필리핀 유통명은 영어: Alien from the Deep)는 미국에서 제작된 1989년 SF 공포 영화이다. 숀 S. 커닝햄이 연출과 제작을 맡고, 그레그 에비긴, 토리언 블랙 등이 출연하였다. 이 영화는 미국에서 1989년 1월 개봉되었다.

## 줄거리
해군 심해 기지 딥스타 식스에서는 해저를 식민지로 개척하는 방법을 연구하는 한편 새 핵미사일 저장 플랫폼의 설치를 감독하고 있다. 해당 장소에서 거대 동굴이 발견돼 폭뢰를 터트리자 해저 일부가 무너져 틈이 형성되고, 바다 괴물이 나타나 기지 사람들을 죽이기 시작한다. 기지를 버리기로 하고 컴퓨터에 "공격"을 받았다고 입력하자 이를 적군의 공격으로 오해한 컴퓨터는 미사일 핵탄두를 떨어뜨리라고 권한다. 이에 따르자 핵폭발로 충격파가 발생해 기지 원자로 냉각 시설이 망가져버리는데...

## 출연
- 토리언 블랙 - 필립 레이들로 역
- 낸시 에버하드 - 조이스 콜린스 역
- 신디 피킷 - 다이앤 노리스 의사 역
- 미겔 퍼레어 - 스나이더 역
- 그레그 에비긴 - 맥브라이드 역
- 맷 매코이 - 짐 리처드슨 역
- 니아 피플스 - 스카펠리 역
- 마리어스 베이어스 - 존 밴겔더 박사 역
- 일리아 배스킨 - 부시아가 박사 역
- 톰 브레이 - 조니 호지스 역
- 론 캐럴 - 오즈번 역

## 우리말 녹음
SBS 성우진 (2001년 1월 21일)
- 홍성헌 - 맥브라이드(그레그 에비긴)
- 함수정 - 콜린스(낸시 에버하드)
- 설영범 - 필립(토리언 블랙)
- 김용식 - 밴겔더(마리어스 베이어스)
- 최옥희 - 노리스(신디 피킷)
- 최병상 - 스나이더(미겔 퍼레어)
- 김태웅 - 오즈번(론 캐럴)
- 손원일 - 리처드슨(맷 매코이)
- 손선근 - 부시아가(일리아 배스킨)
- 윤복성 - 호지스(톰 브레이)
- 배정미 - 스카펠리(니아 피플스)